# Октябрьский наслег (Таттинский улус)
Октябрьский наслег — сельское поселение в Таттинском улусе Якутии Российской Федерации.
Административный центр — село Черкёх.

## История
Статус и границы сельского поселения установлены Законом Республики Саха (Якутия) от 30 ноября 2004 года N 173-З N 353-III «Об установлении границ и о наделении статусом городского и сельского поселений муниципальных образований Республики Саха (Якутия)».

## Население
| 2002  | 2010  | 2011  | 2012  | 2013  | 2014  | 2015  |
| ----- | ----- | ----- | ----- | ----- | ----- | ----- |
| 1264  | ↘1257 | ↘1256 | ↘1222 | ↘1187 | ↘1165 | ↘1147 |
| 2016  | 2017  | 2018  | 2019  | 2020  | 2021  |       |
| ↗1154 | ↗1157 | ↘1152 | ↘1123 | ↗1125 | ↘1122 |       |

## Состав сельского поселения
| № | Населённый пункт | Тип населённого пункта       | Население |
| - | ---------------- | ---------------------------- | --------- |
| 1 | Черкёх           | село, административный центр | ↘1122     |